# (73742) 1993 TB19
(73742) 1993 TB19 – planetoida z pasa głównego asteroid okrążająca Słońce w ciągu 4,61 lat w średniej odległości 2,77 j.a. Odkryta 9 października 1993 roku.